# Libáňská borovice
Libáňská borovice (také zvaná Libáňská borovička) je solitérně stojící památný strom na vrchu Libáň u stejnojmenné obce na Jičínsku. Roste ve staré polní cestě, která vedla z Libáně na Bystřici. Její význam ale s vybudováním asfaltky klesal a v druhé polovině 20. století zanikla úplně. Její zbytek vede kolem borovice až k Libáňské lípě. Dál cesta nepokračuje, stala se součástí pole.

## Základní údaje
- název: Libáňská borovice, Libáňská borovička, borovice u Libáně
- výška: 10 m (1980)[2][1], 9,5 m (1997)[2], 10 m (2001)[3]
- obvod: 300 cm (1980)[2][1], 313 cm (1997)[2], 323 cm (2001)[3]
- věk: >200 let[3], 300 let[4]
- zdravotní stav: 1 (1980)[2], 3 (1997)[2]
- sanace: ne
- souřadnice: 50°23'3.84"N, 15°14'3.45"E

## Stav stromu a údržba
Strom roste ve výšce 318 m n. m., je v poměrně zdravém stavu, byl však v minulosti poškozen bleskem, který zanechal prasklinu na kmeni. Koruna je zhruba 15 metrů široká a v jejím středu je možné pozorovat čarověník.

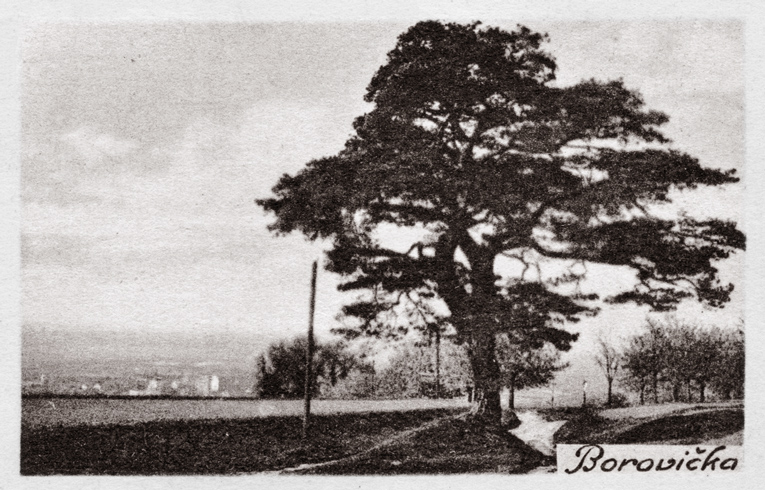
Libáňská borovička
kolem roku 1920

## Historie a pověsti
O borovici se vypráví příběh, který by vzhledem k odhadům věku bylo možné situovat do 18. století. Místní farář se v noci vracel z posledního pomazání. Co se přesně u cesty stalo, se nikdy neobjasnilo, ale kdosi tu faráře připravil o život. K ránu ho našla vejminkářka, která se vracela z lesa, kde byla na šiškách. Možná se jí nějaká šiška zakutálela, nebo někdo k památce kněze borovičku zasadil – roste tu dodnes. Dříve byl na kmeni pro připomenutí smutné události umístěn svatý obrázek.

## Další zajímavosti
Libáňské borovici byl věnován prostor v televizním pořadu Paměť stromů, konkrétně v dílu č. 13: Nejen duby, buky a lípy

## Památné a významné stromy v okolí
- Libáňská lípa (190 m SV od borovice)
- Žižkův buk (Libáň) (zanikl)
- Duřtův dub (Libáň)
- Kozodírský Dub (4,5 km JZ)